# Cannabis em Timor-Leste
Cannabis em Timor-Leste é ilegal.[carece de fontes?]
Um reportagem de 2012 realizadas em nome do UNFPA observou que a cannabis era facilmente disponível em Timor-Leste, muitas vezes chamado de "ganja", com "coklat" que aparece para referir-se ao haxixe. A cannabis foi acreditado para ser cultivado localmente, geralmente comprados e consumidos em um pré-laminado comum, enquanto o haxixe (fumada misturada com tabaco em um cigarro, ou às vezes um bong) foi acreditado para ser contrabandeada da Indonésia.